# Ectropothecium dentatum
Ectropothecium dentatum är en bladmossart som beskrevs av Hugh Neville Dixon 1935. Ectropothecium dentatum ingår i släktet Ectropothecium och familjen Hypnaceae. Inga underarter finns listade i Catalogue of Life.